# Dingli Swallows
Dingli Swallows este o echipă de fotbal din orașul Dingli, care joacă în prezent în Prima Ligă Malteză.

## Lotul sezonului 2009-2010
| Nr. |          | Poziție | Jucător                                       |
| --- | -------- | ------- | --------------------------------------------- |
| 1   | Malta    | P       | Jeffrey Farrugia                              |
| 2   | Malta    | M       | Roderick Briffa                               |
| 3   | Malta    | M       | Clint Caruana (on loan from Sliema Wanderers) |
| 5   | Brazilia | F       | Renato                                        |
| 6   | Malta    | F       | Shawn Tellus (on loan from Marsaxlokk)        |
| 7   | Malta    | M       | Roderick Spiteri                              |
| 8   | Malta    | F       | Justin Muscat (on loan from Valletta)         |
| 9   | Nigeria  | M       | Haruna Doda                                   |
| 10  | Malta    | M       | Kurt Formosa (on loan from Floriana)          |
| 12  | Malta    | P       | Ivan Cassar                                   |

| Nr. |          | Poziție | Jucător                                    |
| --- | -------- | ------- | ------------------------------------------ |
| 13  | Malta    | M       | Christian Muscat (on loan from Rabat Ajax) |
| 14  | Malta    | F       | Victor Fiteni                              |
| 15  | Malta    | M       | Dino Cachia                                |
| 16  | Malta    | A       | Etienne Farrugia                           |
| 17  | Malta    | M       | Kevin Borg (on loan from Ħamrun Spartans)  |
| 18  | Malta    | F       | Matthew Borg                               |
| 19  | Brazilia | M       | André                                      |
| 20  | Nigeria  | A       | Josef Okonkwo                              |
| 22  | Malta    | A       | Chris Azzopardi                            |
| 23  | Malta    | A       | Dylan Zarb (on loan from Valletta)         |

## Jucători Notabili
- Jeremy Agius
- Kevin Asciak
- Edmond Caruana
- Edwin Casha
- Chris Ciappara
- Michael Cutajar
- Ally Dawson
- Haruna Doda
- Kurt Formosa
- Mark Galea
- Ryan Mintoff
- André Rocha da Silva
- George Xuereb